# Émilie Lecomte
Pour les articles homonymes, voir Lecomte.
Émilie Lecomte, née le 2 juillet 1979, est une coureuse de fond française, spécialisée dans le trail et l'ultra-trail. En 2012, elle s’illustre en battant de plus de 9 heures le record féminin du GR20 (le record masculin étant détenu par Lambert Santelli).

## Biographie
Émilie Lecomte a commencé sa carrière sportive tardivement, en 2007. Jusqu'alors, elle se contentait de faire du VTT de loisirs. Elle se découvre des aptitudes étonnantes pour la course à pied en participant à son premier trail court (22 km), le trail des 2 lacs. En 2009, ces résultats lui permettent d'enchainer les podiums et d'inscrire des victoires prestigieuses à son palmarès en remportant notamment la Diagonale des fous.
En 2012, elle se fait connaître en battant de plus de 9 heures le record féminin du GR20 qui traverse la Corse du nord au sud. Jusqu'alors, le record était détenu depuis 2011 par Stéphanie Samper. Elle parcourt les 200 km et 14 500 m de dénivelé positif en 41 h 22 min 10 s.
Elle vit actuellement à Thorens-Glières et exerce la profession de commerciale à La Poste Solutions Business

## Podiums importants
| no  | féminin            | Course                              | Pays       | Longueur | Départ           | Temps            |
| --- | ------------------ | ----------------------------------- | ---------- | -------- | ---------------- | ---------------- |
| 32e | Médaille d'or      | Diagonale des Fous                  | France     | 148 km   | 23 octobre 2009  | 28 h 58 min 41 s |
| 10e | Médaille d'or      | Diagonale des Fous                  | France     | 170 km   | 18 octobre 2012  | 33 h 03 min 17 s |
| 9e  | Médaille d'or      | Tor des Géants                      | Italie     | 330 km   | 7 septembre 2014 | 85 h 53 min 14 s |
| 13e | Médaille d'argent  | Diagonale des Fous                  | France     | 167 km   | 22 octobre 2015  | 28 h 11 min 53 s |
| 36e | Médaille de bronze | Ultra Trail de l'île de Madère      | Portugal   | 115 km   | 23 avril 2016    | 17 h 56 min 17 s |
| 3e  | Médaille d'or      | Grand to Grand Ultra                | États-Unis | 170 mi   | 25 octobre 2016  | 32 h 06 min 48 s |
| 11e | Médaille d'or      | Trail Verbier St-Bernard - X-Alpine | Suisse     | 111 km   | 8 juillet 2017   | 20 h 33 min 44 s |
| 27e | Médaille d'argent  | Diagonale des Fous                  | France     | 165 km   | 19 octobre 2017  | 29 h 02 min 26 s |

## Autres résultats

### 2015
- 1re féminine de l'Echappée Belle (Traversée de Belledonne, 144 km - 11000D+), 3e au scratch

### 2012
- 1re du Trail de l’Ardéchois
- record du GR 20

### 2011
- 1re féminine de l'Andora Ultra trail
- 1re Grand Raid 73
- 3e du Trail de l’Ardéchois

### 2010
- 1re féminine du Trail des Aiguilles rouges, 20e scratch (53 km)
- 2e  féminine du Grand Raid 73 (73 km)
- 1re féminine à la 6666 occitane, 15e au scratch (118 km)

### 2009
- 3e féminine au Tour de la Grande Casse
- 3e féminine à l’Annecîme (80 km)
- 1re féminine aux Drayes du Vercors (58 km)
- 1re mixte au Raid du Mercantour